# Peter von Richarz
Peter von Richarz (né le 23 mai 1783 à Wurtzbourg, mort le 2 juillet 1855 à Augsbourg) est évêque de Spire de 1835 à 1836 puis d'Augsbourg de 1836 à sa mort.

## Biographie
Peter Richarz est le fils de Peter Richarz, caporal originaire de Bonn au sein des hussards du prince-évêque, et de son épouse née Katharina Zollmann. Le père meurt prématurément. Après ses études à Wurtzbourg et Bamberg, le garçon va à l'université de Bamberg à partir de 1800. En 1802, il entre au séminaire de Wurtzbourg. Il est ordonné prêtre le 11 avril 1807. Après une brève activité de chapelain à Haßfurt et d'éducateur dans la maison du baron von Bechtolsheim à Wurtzbourg, il devient professeur de lycée à Wurtzbourg en 1809. En 1817, il donne des conférences sur la philologie classique à l'université de Wurtzbourg en tant que professeur ; il est à plusieurs reprises doyen de la faculté de philosophie, recteur de l'université de 1829 à 1830 et également bibliothécaire en chef à partir de 1832. En 1833, il emploie son filleul, plus tard prêtre et membre du parlement bavarois, Anton Ruland, comme bibliothécaire. Un peu plus tard, il devient chef du département scolaire de l'arrondissement du Bas-Main (de).
Le roi Louis de Bavière nomme Richarz évêque de Spire le 23 mars 1835 ; en même temps, il l'élève à la noblesse. Il reçoit son ordination épiscopale le 1er novembre 1835 à Bamberg des mains de l'archevêque, Mgr von Fraunberg. L'évêque de Wurtzbourg Mgr Groß zu Trockau et l'évêque auxiliaire de Ratisbonne Mgr von Urban sont co-consécrateurs.
Mgr von Richarz fait preuve d'un grand engagement dès le départ. À la Noël 1835, il prêche personnellement à la chaire de la cathédrale, faisant de lui le premier évêque connu de Spire à le faire lui-même et à ne pas le laisser à d'autres ecclésiastiques. Il voyage sans relâche pour visiter le diocèse. Il noue l'amitié la plus étroite avec les capitulaires de la cathédrale Nikolaus Weis (de) et Johann Geissel, qui seront ses deux successeurs dans l'épiscopat ; il propose au roi que Geissel soit son successeur.
Malgré la bonne volonté des deux côtés, il y a des controverses répétées avec le chapitre de la cathédrale, notamment sur la question des mariages mixtes, où l'évêque prend une position plutôt modérée. Le clergé diocésain s'offense de certaines des mesures prises par l'évêque, comme le fait qu'il ne reste jamais au presbytère en tant qu'invité du curé lors des visites paroissiales, mais toujours dans une auberge. Richarz veut garder une certaine distance afin de pouvoir réprimander correctement le prêtre si nécessaire, ce qui est plus difficile pour lui en tant qu'invité. Les visites se font parfois sans consulter les prêtres locaux, directement avec les paroissiens et les responsables d'églises, les laïcs, car il veut toujours connaître toute la vérité sur le comportement de son clergé. Les frictions ne manquent pas et la relation entre le clergé palatinat et l'évêque franconien souffre beaucoup.
L'évêque et le gouvernement veulent tous deux empêcher des conditions comme celles des deux prédécesseurs également non palatins, Mgr von Chandelle (de) et Mgr Manl. En 1836, Mgr von Richarz demande l'évêché récemment libéré à Augsbourg et le roi Louis accepte immédiatement.
Louis nomme Peter von Richarz évêque d'Augsbourg le 20 septembre 1836 et le nomme au Conseil d'Empire (de), dont il est membre jusqu'en 1849. Richarz est un adversaire fidèle du libéralisme. Il défend les droits de l'Église et contribue de manière significative à la consolidation de la relation entre l'État et l'Église. Il participe à la conférence épiscopale de Wurtzbourg en 1848. L'évêque meurt le 2 juillet 1855 à Augsbourg et est enterré dans la cathédrale.
Mgr von Richarz était ami avec le professeur Franz von Berks (de) et sa famille, et il est également ami avec Anton von Steichele (de), qui sera l'archevêque de Munich, qui travaille dans cette famille comme tuteur et devient plus tard le secrétaire de Richarz à Augsbourg. Le confident particulier de Mgr von Richarz est son vicaire général Anton Mätzler (de). Le 6 août 1852, Mgr von Richarz ordonne Sebastian Kneipp prêtre dans la cathédrale d'Augsbourg et qui sera plus tard célèbre naturopathe.